# Богистон
Богисто́н (также Богустан) — посёлок в Бостанлыкском районе Ташкентской области Узбекистана, расположен на берегу Чарвакского водохранилища, со стороны реки Пскем, на высоте 960 метров над уровнем моря, на северо-западном склоне горного хребта Коксу (Западный Тянь-Шань). В переводе с таджикского языка Богистон означает «земля садов», бог — сад, стон — край, земля.

## Население
Население Богистона живёт за счет сельскохозяйственного производства, животноводства, а также сбора плодов в окрестных горах. Население посёлка 2000 человек.
Недалеко от посёлка Богистон расположены: посёлок Бричмулла, с населением 4100 человек; Янгикурган, с населением 700 человек; Юсупхона — 500 человек, Юбилейный — 1200 человек, Баладала — 1800 и Нанай — 3800 человек.

## История
Посёлок возник в VI веке. Это был период расцвета Тюркского Каганата (552—745), когда начали заселяться предгорья и холмистые районы реки Чирчик и её главных притоков. В Средние века по этим местам проходили торговые пути из Семиречья и Ферганы в Чач (Ташкент).
Богистон известен благодаря двум выдающимся личностям, чьи жизни были связаны с этим поселком. Самым известным является Шейх Ховенди ат-Тахур (Шейхантаур), который родился здесь в XIII веке. Он был Сейдом, это означает, что он принадлежал к племени Курайш курайшиты, родного племени пророка Мухаммеда. Его отец, Шейх Омар, был прямым потомком в семнадцатом поколении второго благочестивого халифа Омара ибн ал-Хатаба, поэтому мужчины в этой семье носили почетное звание Ходжа. Шейх Омар был посвященным суфием, последователем дервиша Хасана Булгари. Он прибыл в Ташкент с единственной целью — распространения ислама. Вскоре Шейх Омар перебрался в Богистон, где он провел остаток своей жизни и был похоронен на берегу реки Пскем. Молодой Шейхантаур принял посвящение среди дервишей города Яссы, где уже в то время был распространен культ суфистского Шейха и основателя ордена Ходжи Ахмеда Ясави. После длительного периода путешествий по Маверанахру, Шейхантаур прибыл в Ташкент, где он остался в памяти людей как «мудрейший из мудрейших». Шейх умер между 1355 и 1360 годами.
Ещё одной выдающим человеком, который оставил важный след в истории Узбекистана и также родился в поселке Богистон был шейх Убайдулла Ахрар. Шейх Ховенди ат-Тахур был его предком по материнской линии. Убайдулла Ахрар был великим мастером суфизма и руководителем Мусульманского духовенства. Он был совсем молодым, когда стал главой ордена суфиев, основанного последователями Бахауддина Накшбанди. Он заметно улучшил доктрину ордена, и в середине XV века стал лидером Мусульманского духовенства всего государства, которое было унаследовано от Тамерлана. Так как в то время Самарканд был центром духовенства, Убайдулла Ходжа Ахрар должен был оставить Ташкент. Готовясь к переезду, он решил построить мечеть и медресе в подарок жителям Ташкента.

## Достопримечательности
Место захоронения Шейх Ходжа Омара в списке самых почитаемых священных мест Ташкентской области. Овеянная веками обстановка этого места дает возможность перенестись в историю других памятников (например погребальный комплекс Шейхантаур в Ташкенте), которые были разрушены или бездарно приукрашены за последнее время.
Посёлок Богистон сохранил традиции и обычаи горных таджиков. Такие блюда как «Хашкак», мед с орехами и «Урош», йогурт со специями являются отличительными блюдами местного населения.

## Климат
Климат в этой местности очень благоприятный. Окружающие её предгорья и Чарвакское водохранилище, которые увлажняют и охлаждают воздух летом (+30 °C), оказывают непосредственное влияние на климат местности. Однако зимой здесь довольно-таки холодно (до −20 °C). Осадки в виде дождя преимущественно выпадают весной и осенью. Наиболее благоприятный сезон для пляжного отдыха — с июня по август, а для прогулок на лошадях и пеших прогулок — поздний апрель и ранний октябрь.

## Местоположение

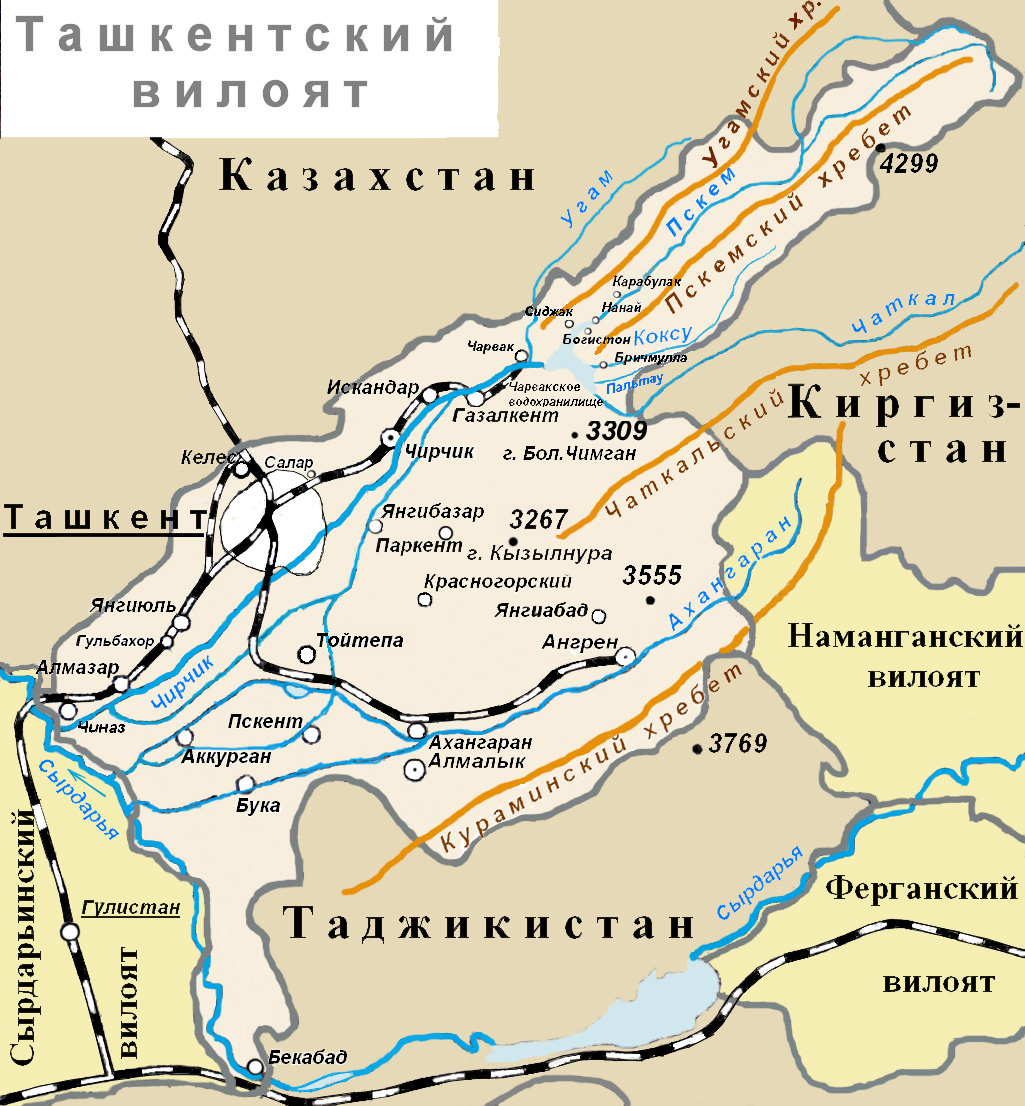
Расположение поселка Богистон на схематической карте Ташкентского вилоята (области)

Посёлок Богистон расположен в 85 км (протяжённость дороги −125 км) от Ташкента. Ближайшая железнодорожная станция Ходжикент железной дороги, идущей из Ташкента, расположена недалеко от посёлка городского типа Чарвак.

## Известные жители и уроженцы
- Нузумов, Юлдаш (1895 — ?) — Герой Социалистического Труда.